# Klinga park
Klinga park är en bebyggelse sydost om orten Klinga invid golfbanan i Borgs distrikt i Norrköpings kommun. Från 2023 avgränsar SCB här en småort.